# بچه‌میمون‌های بازیگوش

بچه‌میمون‌های بازیگوش

بچه‌میمون‌های بازیگوش با نام اصلی میمون‌ها (به روسی: Обезьянки) یک سریال انیمیشنی روسی است که بین سالهای ۱۹۸۳ تا ۱۹۹۷ میلادی پخش می‌شد. کارگردان این سریال انیمیشن لئونید شوارتزمن و فیلمنامه آن را گرگوری اوستر نوشته‌است. موسیقی این اثر توسط الکساندر زایسف، نوازنده کیبورد نوشته شده است. «بچه میمونهای بازیگوش» نامی است که این سریال انیمیشنی در ایران با آن شهرت دارد.

## داستان
ماجرای بازیگوشی‌ها و شیطنت‌های تمام نشدنی چند بچه میمون و دردسرهایی که این شیطنت‌ها برای دیگران و از همه بیشتر برای مادر این بچه میمون‌ها به وجود می‌آید.